# Placobdella papillifera
Placobdella papillifera (П'явка пососкована) — вид п'явок роду Placobdella родини Пласкі п'явки ряду Хоботні п'явки (Rhynchobdellida).

## Опис
Загальна довжина сягає 32 мм.  Голова закруглена. Передня присоска з хобітком розташована у верхній частині. Має компактні слинні залози. 2 пари очей розташовано на 3 соміті, доволі близько одна від одної. Хоботок розташовано на 9/10 кільці. Тулуб овально-витягнутий. Кільця на спині не розділені. Спина вкрита численними сосочками. Біля передньої та задньої присосок присутні великі горбики. Між 1 та 3 кільцем на кожному боці є 13 дрібних сосочків. Анус розташовано на 28 кільці. Задня присоска вужча за кінець тулуба. Атріум (репродуктивний орган) самців подвійний, бульбоподібний. Гонопора самця розташована на 11/12 кільці, самиці — 12.
Забарвлення спини і черева зеленувато-синє, проте спина темніша за черево. Посередині спини проходить темно-синя поздовжна смуга. По середині передньої частини проходить широка біла смуга. На черевині є 8 синюватих поздовжніх смуг.

## Спосіб життя
Зустрічається у прісних, неглибоких та навіть стоячих водоймах. Живиться кров'ю дрібних ссавців і рептилій.

## Розповсюдження
Поширена в США і Канаді.